# Хорна Љехота (Брезно)
Хорна Љехота (слч. Horná Lehota) насељено је мјесто са административним статусом сеоске општине (слч. obec) у округу Брезно, у Банскобистричком крају, Словачка Република.

## Становништво
| Година:    | 1994. | 2004.    | 2014.   | 2024.   |
| ---------- | ----- | -------- | ------- | ------- |
| Број људи: | 647   | 562      | 596     | 559     |
| Разлика:   |       | -13,13 % | +6,04 % | -6,20 % |

| Година:    | 2023. | 2024.   |
| ---------- | ----- | ------- |
| Број људи: | 571   | 559     |
| Разлика:   |       | -2,10 % |

Према подацима о броју становника из 2011. године насеље је имало 585 становника.